# Bitter Pille
Bitter Pille er en dansk kortfilm fra 2014 instrueret af William Stahl.

## Handling
Lucas lider af en eksistentiel krise og de sarte, forkælede kreativ klassetyper i hans nabolag gør ikke just situationen bedre. Da en psykolog råder ham til at se døden i øjnene for at føle sig i live, tager Lucas en drastisk beslutning - med uforudsete konsekvenser.

## Medvirkende
- Anders Heinrichsen, Lucas
- Jens Jørn Spottag, Dr. Holm
- Michael Falch, Bartender
- Lisbet Dahl, Karrierekvinde
- Lasse Lunderskov, Vicevært
- Therese Damsgaard, Sekretær
- Morten Thunbo, Borger
- Morten Schaffalitzky, Forretningsmand
- Morten Marcher, Forretningsmand
- Jens Basse Dam, Chauffør